# Artéria torácica lateral
A artéria torácica lateral é uma artéria que vasculariza o tronco.